# Arnulf Ploder

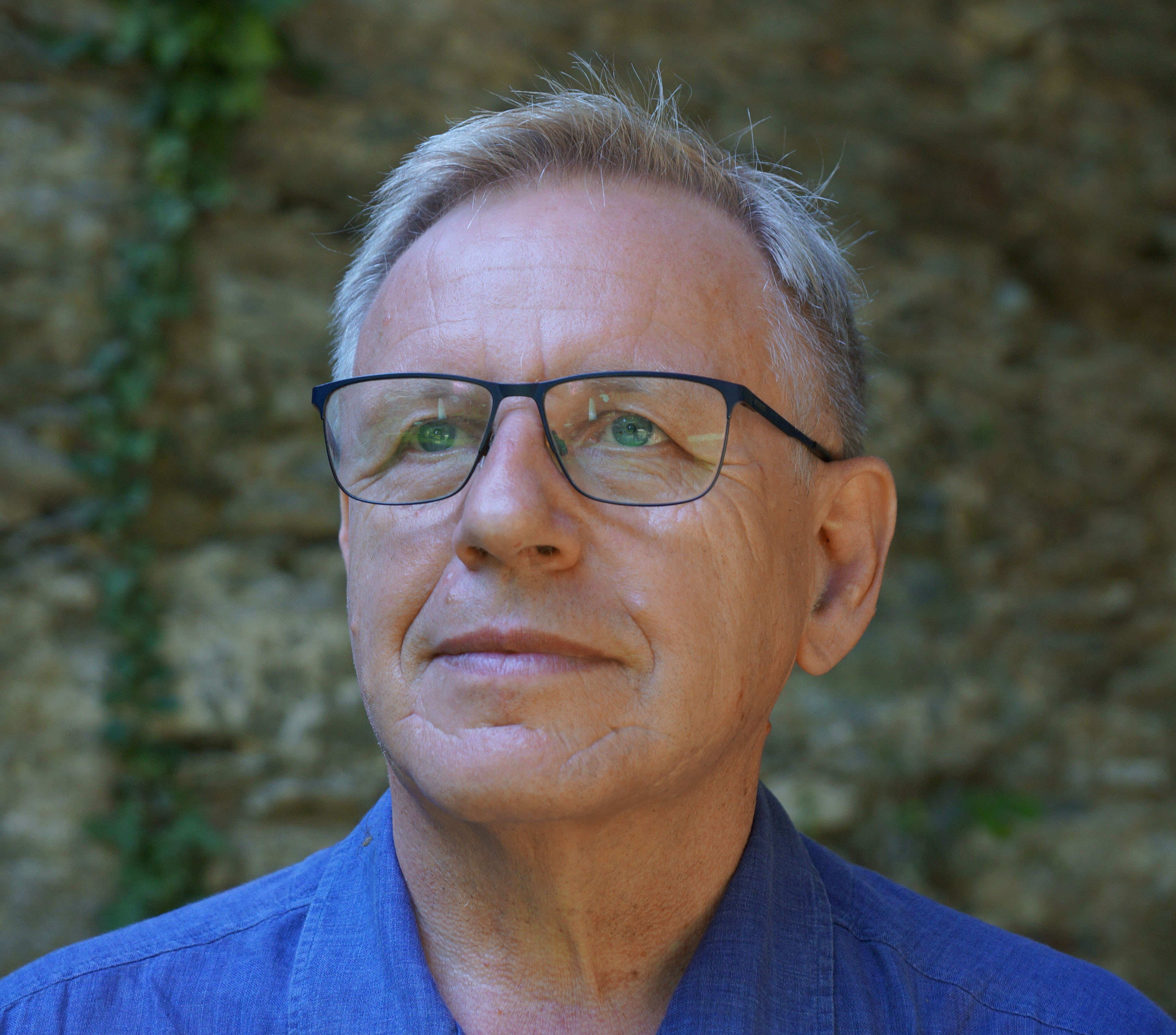
Arnulf Ploder (2020)

Arnulf Ploder (* 1. September 1955 in Graz; † 25. August 2021 in Klagenfurt am Wörthersee) war ein österreichischer Schriftsteller und Lehrer.

## Leben
Arnulf Ploder lebte ab 1963 in Kärnten. Er studierte Deutsche Philologie und Philosophie/Pädagogik/Psychologie für das Lehramt an der Universität Klagenfurt. Von 1980 bis 2019 war er Gymnasiallehrer. Er war Mitglied der Grazer Autorinnen Autorenversammlung und der IG Autorinnen Autoren.
Ploder veröffentlichte ab 1976 in Anthologien und Literaturzeitschriften. 2010 wurde sein Drama Gegenliebe an der Neuen Bühne Villach unter der Regie von Manfred Lukas-Luderer uraufgeführt.
2020 erschien sein Roman Kleider des Himmels über „ein Frauenleben zwischen Erdenschwere und Sehnsucht“.
Arnulf Ploder starb im August 2021, eine Woche vor seinem 66. Geburtstag, in Klagenfurt.

## Schriften
- 1986 „Klagenfurter Texte“. Hg. Humbert Fink und Marcel Reich-Ranicki, München 1986
- 2007 „Hinter tausend Stäben“ (Bühnenwerk) Uraufführung des szenischen Monologs durch das Schauspielstudio am Kärntner Landeskonservatorium
- 2007 „literatur/a 07“ (Anthologie) Hg. Klaus Amann und Doris Moser, Klagenfurt, ISBN 978-3-85415-418-1
- 2008 „Mein Café“ (Anthologie) Hg. Gabriele Russwurm-Biró / Gerhard Maurer, Drava Verlag, Klagenfurt / Laibach / Wien 2008, ISBN 978-3-7086-0361-2
- 2011 „Mein See“ (Anthologie) Hg. Gabriele Russwurm-Biró / Johannes Puch, Drava Verlag, Klagenfurt / Laibach / Wien 2011, ISBN 978-3-85435-655-4
- 2015 „Mein Garten“ (Anthologie) Hg. Gabriele Russwurm-Biró, Drava Verlag, Klagenfurt / Laibach / Wien 2015, ISBN 978-3-85435-760-5
- 2015 „Villach/Beljak – Europa erlesen“ (Anthologie) Hg. Lojze Wieser / Vinzenz Jobst, Wieser Verlag, Klagenfurt / Celovec 2015, ISBN 978-3-99029-074-3
- 2016 „Klagenfurt – es reicht!/Celovec – dost nam je!“ (Anthologie) Hg. Günter Schmidauer / Erika Hornbogner, Drava Verlag, Klagenfurt / Celovec 2016, ISBN 978-3-85435-794-0
- 2017 „Sternspritzer. Das etwas andere Weihnachtsbuch“ (Anthologie) Hg. IG Autorinnen Autoren Kärnten, Mohorjeva/Hermagoras Verlag, Klagenfurt / Celovec 2017, ISBN 978-3-7086-0958-4
- 2020 „Kleider des Himmels“ (Roman) Verlag Bibliothek der Provinz, Weitra 2020, ISBN 978-3-99028-951-8

## Auszeichnungen
- 1986 Ernst-Willner-Preis beim Ingeborg-Bachmann-Wettbewerb
- 1988 Literaturförderungspreis des Landes Kärnten
- 1990 Rom-Stipendium des Bundesministeriums für Unterricht und Kunst
- 2016 Anerkennungspreis beim Kärntner Lyrikpreis der Stadtwerke Klagenfurt
- 2017 Dritter Platz beim Kärntner Lyrikpreis der Stadtwerke Klagenfurt
- 2019 Erster Platz beim Kärntner Lyrikpreis der Stadtwerke Klagenfurt[3]